# Mike Wilkinson
Michael Joseph « Mike » Wilkinson, né le 1er octobre 1981, à Blue Mounds, dans le Wisconsin, est un joueur américain de basket-ball. Il évolue au poste d'ailier fort. 